# Çayırpınar, Reşadiye
Çayırpınar là một xã thuộc huyện Reşadiye, tỉnh Tokat, Thổ Nhĩ Kỳ. Dân số thời điểm năm 2011 là 165 người.